# Джейн Мари
Джейн Мари (англ. Jane Marie, род. 8 декабря 1992 года, Мак-Аллен, Техас) — американская транссексуальная порноактриса, лауреатка премий Nightmoves Award и Tranny Award.

## Биография
Родилась 8 декабря 1992 года в Мак-Аллене, Техас. Имеет латиноамериканские корни. Дебютировала в порноиндустрии в 2012 году, в возрасте около 19 лет.
Снимается для таких студий, как Devil’s Film, Evil Angel, Third World Media, Mile High, Jules Jordan Video и других.
В 2012 году получила Tranny Awards в трёх номинациях. В 2014 году получила Nightmoves Award в категории «лучший транссексуальный исполнитель» по версии редакции.
На август 2019 года снялась в 40 фильмах.

## Награды и номинации
AVN Awards
- 2014 номинация: лучшая транссексуальная сцена, за TS Jane Marie: 5 Star Bitch[3] (2012)
- 2014 номинация: транссексуальный исполнитель года

NightMoves Award (выбор редакции)
- 2013 номинация: лучший транссексуальный исполнитель
- 2014 победа: лучший транссексуальный исполнитель
- 2015 номинация: лучший транссексуальный исполнитель

NightMoves Award (выбор поклонников)
- 2014 номинация: лучший транссексуальный исполнитель
- 2015 номинация: лучший транссексуальный исполнитель

Tranny Awards
- 2012 номинация: лучшая хардкорная модель
- 2012 победа: лучшее новое лицо
- 2012 номинация: лучшая сцена, за Jane Marie and Christian[4] (2012)
- 2012 номинация: лучшая сольная модель
- 2012 победа: выбор поклонников
- 2012 победа: Shemale Yum Model of the Year

Transgender Erotica Awards Show
- 2019 номинация: лучшая М/Ж сцена, за Domino Presley's House Of Whores[5] (2018)

XBIZ Award
- 2013 номинация: транссексуальный исполнитель года

## Избранная фильмография
- TS Jane Marie: 5 Star Bitch (2012)
- Jane Marie and Christian (2012)
- Domino Presley's House Of Whores (2018)